# فريدريك بلوم (فيلسوف)
فريدريك بلوم (بالألمانية: Friedrich Blume)‏ هو ملحن وطبيب وفيلسوف وأستاذ جامعي ألماني، ولد في 5 يناير 1893 في شلوشترن في ألمانيا، وتوفي بنفس المكان في 22 نوفمبر 1975. With the change of فريتز شتاين, which was transferred to the management of the Hochschule für Musik in Berlin in 1933, he represented at the same time since 1 May 1933 his professorship at the جامعة كيل, to which he was called definitively one year later and worked there until his عضوية فخرية [الإنجليزية] 1958, from 1939 as كرسي.</ref>